# Orquestra Filarmônica Jovem Malaia

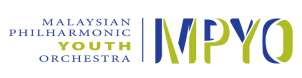
Logo da Orquestra Filarmônica Jovem Malaia.

A Orquestra Filarmônica (português europeu) ou Filarmônica (português brasileiro) Jovem Malaia é uma orquestra composta por jovens músicos talentosos da Malásia, fundada em 2006. Os seus integrantes têm entre 12 e 28 anos de idade.
O programa da orquestra inclui ensaios, concertos, música residencial e turnês. O diretor regular da orquestra é Kevin Field.